# 하랄 보어

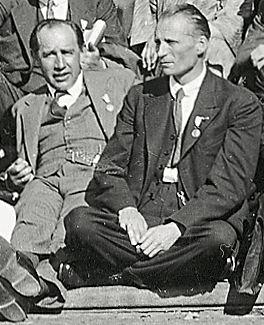

하랄 아우구스투스 보어(Harald August Bohr, 1887.4.22~1951.1.22.)는 덴마크의 수학자이자 축구 선수이다. 1910년 박사 학위를 받은 후, 거의 주기 함수 분야를 개척한 저명한 수학자가 되었다. 노벨 물리학상을 받은 닐스 보어의 동생이며, 덴마크 축구 국가대표팀 선수로 1908년 하계 올림픽에 참가, 은메달을 획득했다.